# (33451) Michaelarney
(33451) Michaelarney est un astéroïde de la ceinture principale.

## Description
(33451) Michaelarney est un astéroïde de la ceinture principale. Il fut découvert le 19 mars 1999 à Socorro (Nouveau-Mexique) par le projet LINEAR. Il présente une orbite caractérisée par un demi-grand axe de 2,41 UA, une excentricité de 0,12 et une inclinaison de 1,9° par rapport à l'écliptique.